# Édouard Fétis

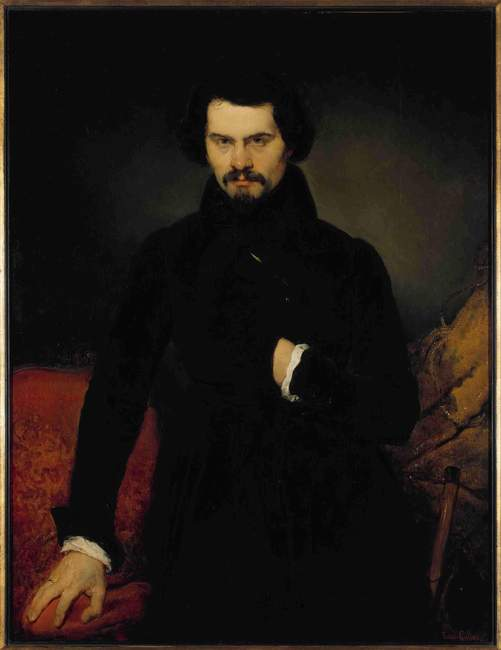
Édouard Fétis door Louis Gallait

Édouard Louis François Fétis (Bouvignes, 15 mei 1812 – Brussel, 31 januari 1909) was een Belgisch muziekcriticus en kunsthistoricus. Hij was ook hoogleraar esthetica aan de Koninklijke Academie voor Schone Kunsten van Brussel.
Hij was de zoon van François-Joseph Fétis, een duizendpoot binnen de muziek van musicologie tot componeren, en directeur van het Koninklijk Conservatorium Brussel. Zijn moeder was Adelaide Catherine Louise Françoise Robert, vertaalster van The History of Music van William Cooke Stafford en dochter van de Franse schrijfster Louise de Kéralio en de revolutionair François Robert. Édouard Fétis huwde zelf Eugénie Marie Antoinette Schlim. Hun zoon Charles Fétis werd journalist. Édouard Fétis werd onderscheiden als grootofficier in de Leopoldsorde
Édouard Fétis volgde in de voetsporen van zijn vader, maar zou niet zo ver reiken. In zijn jeugd verhuisde de familie nog al eens, onder andere naar Engeland en uiteindelijk naar Brussel. Hij schreef artikelen voor de Brusselse krant L’Indépendante belge en voor Revue musicale belge, een blad dat opgericht was door zijn vader; hij zou er ook redacteur van worden. Vanaf 1838 tot 1904 was hij gedurende langere tijd verbonden aan de Koninklijke Bibliotheek van België. Hij begon als boventallig medewerker maar werkte zich langzaam op via medewerker van het prentenkabinet tot adjunct-conservator (1840), conservator (1863) en hoofdconservator (1887). In september 1904 ging hij op 92-jarige leeftijd met pensioen en kreeg de titel van ereconservator.
In 1847 werd Fétis verkozen tot lid van de Koninklijke Academie van België waarvan hij eveneens een tijdje voorzitter was.
Enkele geschriften:
- 1846 : édition de la Légende de Saint Hubert
- 1847 : Description des richesses artistiques de Bruxelles
- 1848 : Splendeurs de l'art en Belgique (met Moke en Van Hasselt)
- 1849-1854 : Les musiciens belges
- 1857-1865 : Les artistes belges à l'étranger
- 1864 : Catalogue descriptif et historique du Musée royal de Belgique (Bruxelles), précédé d'une notice historique sur sa formation et sur ses accroissements
- 1872 : L'art dans la société et dans l'État
- 1889 : Catalogue descriptif et historique des tableaux anciens (Musées royaux de peinture et de sculpture de Belgique)

- Bibliothèque nationale de France: cb129833900 (data)
- Catàleg d'autoritats de noms i títols de Catalunya: 981058519483106706
- Gemeinsame Normdatei: 102476616
- International Standard Name Identifier: 0000 0001 2140 3077
- Library of Congress Control Number: no2009066000
- Nationale Bibliotheek van Tsjechië: mub2017960726
- Nederlandse Thesaurus van Auteursnamen: 067623328
- LIBRIS: 211242
- Système universitaire de documentation: 033067295
- Virtual International Authority File: 76447471
- WorldCat: E39PBJpV8YY9fxqMQmHkt6hT73